# Горник
Го̀рник е село в Северна България. То се намира в община Червен бряг, област Плевен.

## География
Горник се намира на 35 км югоизточно от Бяла Слатина. Разположено е по склоновете на голям дол по течението на р. Барата, който пресича пряко левия долинен склон на р. Искър. Село е било част от административно-териториална единица каза Орехово преди Освобождението, в периода 1880 – 1882 г. е включено към околия Камено поле, в периода От 1882 – 1952 г. е попадало в границите на околия Бяла Слатина и от 1952 г. е част от окръг Плевен и община Червен бряг.
Съседни населени места са Червен бряг (на изток), Реселец (на югоизток), Бресте (на юг), Габаре (на югозапад), Сухаче и Лепица (на запад), и Чомаковци (на север).

## История
Към 1893 година в селото са живели 286 помаци.
В землището на Горник има няколко неизследвани праисторически, тракийски, късноримски и средновековни селища и укрепления. Открити са също така 5 или 6 тракийски надгробни могили, датиращи вероятно от периода преди завладяването на земите от им.
По всичко изглежда, че жителите на с. Горник са участвали в бунта против султанската власт в Бялослатинско през 1766 г.
На Димитровден през 1877 г. е Освобождението на с. Горник от руските воини, водени от генерал-майор Клод Владимир, включващи гренадири и драгуни с четири оръдия и гвардейска конна артилерия. Горник е родно място на двама българи опълченци в Освободителната война.
По диалект село Горник принадлежи към т.нар. западномизийски говор. Диалектът се отразява и на наименованията на селищата и географските обекти, от които наименования е видно, че селото е образувано много преди края на XIV в. и че е трайно обитавано, без продължителни прекъсвания.

## Обществени институции
Не е известна точната година, в която е основано първото училище в Горник; предполага се, че неговата начална дата би трябвало да е около средата на XIX в.

## Културни и природни забележителности
На Великден – „Селски празник на Самодейците“.
Селски оброк
- На 7 май – на св. Иван Летни
- На 10 юли – на св. Троица
- На 20 юли – на св. Илия

Родови оброци
- В местността Томанец на рода Станю Стоянов и на родовете Вутовци, Тодоринци и Христо Петков на Димитровден
- В местността Върбовец на рода Кърджалиите (курбан правен от Георги Даскалов) на Гергьовден
- В местността Гераните на рода Диковски на св. Иван Летни

## Редовни събития
Съборът на селото е на 7 май, след Гергьовден – 6 май. Кошията – надбягване с коне и магарета, се провежда на Тодоровден.

## Други
Географска ширина 24 градуса 02 минути 35 секунди, в часово време – 1 час 37 минути 21 секунди, географска дължина 43 градуса 17 минути 29 секунди.
Линейна скорост на точка от земната повърхност за с. Горник е 338,88 метра/секунда.
Скоростта на въртенето на Земята – Запад към Изток за с. Горник е 342,26 метра/секунда, за София-340 метра/секунда.
Отместване за 1 час за с. Горник е 10 градуса 27 минути 20 секунди по окръжността.